# تأثير الديدان الطفيلية على الجهاز المناعي
ظهر حديثاً تأثير الديدان الطفيلية على الجهاز المناعي كموضوع دراسة بين علماء المناعة وعلماء الأحياء. تضمنت التجارب عيّنة واسعة من الطفيليات والأمراض والعائلين. كان تأثير الديدان الطفيلية على الإنسان ولا زال يشكل اهتمامًا خاصًا. ميول العديد من الديدان الطفيلية لتثبيط الاستجابة المناعية يجعلها تُخفّف حدّة أمراض وتزيد حدّة أمراضٍ أخرى.

## فرضية الاستجابة المناعية

### آلية تنظيم المناعة
أظهرت الأبحات المكثفة أن للديدان الطفيلية القدرة على تثبيط خلايا مناعية محددة، مما يؤدي إلى رد مناعي أضعف. وفقاً لما ذكره برفسور الأحياء الدقيقة في جامعة لندن غراهام رُك غالباً ما يكون هذا الضعف مفيدًا لكل من المتطفِل والمتطفل عليه، هذا الضعف يصيب جميع أنحاء الجهاز المناعي، مما يؤدي إلى ضعف الاستجابة المناعية ضد المتطفلات الحميدة كالمتسأرج والنبيتات الجرثومية المعيوية، بل ضد الجسم ذاته.

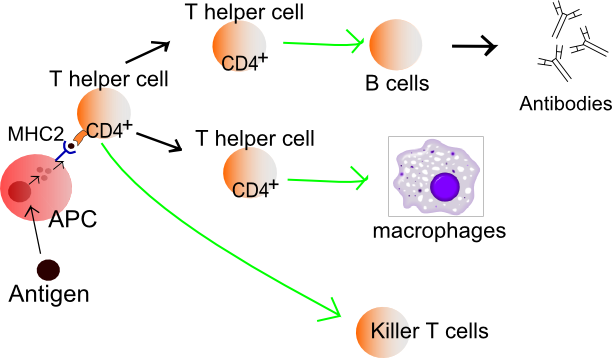
أهمية خلايا تي المساعدة في الاستجابة المناعية: الخلايا المساعدة تتعرف على المستضدات من خلال الخلايا المقدمة للمستضدات، ثم تقوم بإفراز الحرائك الخلوية التي بدورها تُفعّل خلايا مناعية أخرى. الطفيليات تتحكم بردة فعل الجهاز المناعي ونوع خلايا تي المساعدة التي تَتَفعل.

في الماضي، ظُن أن الطفيليات تكبح خلايا تي المساعدة النوع 1 (Th1)، وتُحفّز خلايا تي المساعدة النوع 2 (Th2)، لكن هذه النظرية لا تشرح إلا تأثير الطفيليات على أمراض المناعة الذاتية التي تسبّبها خلايا تي المساعدة (نوع 1) لكن الطفيليات تنظم الأمراض المُسببة من خلايا تي المساعدة (نوع 2) أيضاً، كالربو والحساسية. افترض البروفسور رُوك بأن مختلف الديدان الطفيلية تكبح أنواعًا مختلفة من خلايا تي المساعدة لكن دائماً تستهدف خلايا تي التنظيمية.
وضّح البروفسور رُك بأن خلايا تي المساعدة تفرز إنترلوكينات تمنع الالتهاب. بينما ذكر د. أوسادا في مجلة Biomedicine and Biotechnology الطبية بأنالخلايا الأكولة التي تُحفّزها خلايا تي التنظيمية لا تحارب الأمراض الطفيلية فحسب بل تقاوم الاستجابة المناعية للمواد المثيرة للحساسية وللجسم أيضا. وفقاً لما ذكره د.هوبكن (الذي كتب مقالة في مجلة Parasite Immunology عام 2009 تتطرق إلى علاقة الربو بالطفيليات) يتم تفعيل آليات أخرى للتنظيم المناعي كالخلايا الصارية والخلايا الحمضية والحرائك الخلوية التي تسبب في استحضار استجابة من الكريين المناعي هاء. كل هذه العوامل تحد من الاستجابة المناعية المفرطة، وتقلل من الالتهاب في الجسم، وبذلك تؤدي إلى تخفيف من حدة داء المناعة الذاتية.
أوضح د. أوسادا ومن معه أنه ولأن الديدان الطفيلية ذاتها تتكون من مواد مثيرة للحساسية فشدة تثبيطها أو إثارتها للاستجابة المناعية مسألة توازن بين المؤثرات التنظيمية والعناصر المسببة للحساسية، ولذلك اعتماداً على هذين المتغيرين، بعض الديدان الطفيلية تزيد الحساسية سوءًا.
فيما يخص هذا التضارب أوضح د. كمال ومن معه في مقالتهم عن الديدان والالتهاب الفيوروسية في مجلة Parasite Immunology كيفية استثارة الديدان الطفيلية للاستجابة المناعية. بسبب أن الديدان الطفيلية تحفز خلايا تي المساعدة النوع 2 (Th2) وتكبت خلايا تي المساعدة النوع 1 (Th1) فهذا يسبب مشكلة عند احتياج خلايا تي (نوع1)، وهذه الحالات تحدث غالبًا مع الأمراض الفيروسية. والكثير من أمثلة الأمراض التي تزداد سواءً مع الديدان مُدرجة بالأسفل.

### نظرية التطور
يعتقد أن الأثر الإيجابي لتأثير الديدان الطفيلية نتيجة سنين من التطور الحيوي عندما كان الإنسان وأسلافه عائلون مناسبون للديدان الطفيلية. ذكر د. رُك في مجلة EMBO Reports الأكاديمية أن هذه الديدان «إما تكون بلا ضرر، أو تجبر الجهار المناعي على الاستسلام وتجنب محاربتها حتى لا تكون يضيع وقته». في المجلة العلمية Immunology ذكر د. رُك بأنه وبسبب أن هذه الديدان الطفيلية كانت دائماً موجودة، فالجهاز المناعي للإنسان طوّر طريقة لمعالجتها لا تتطلب التأثير على النسيج بشكل سلبي.
تمتد استجابة الجهاز المناعي هذه لتشمل أيضا تعاطيه مع المناعة الذاتية وتخفيف ردات الفعل ضد المواد المثيرة للحساسية وضد الجسم والأحياء الدقيقة الهاضمة. بينما طورت الديدان طرق لإثارة ردات فعل مناعيه إيجابية، وصار البشر يعتمدون على التفاعل مع الطفيليات لتنظيم أجهزتهم المناعية.
وفقاً لما ذكره د.وينستوك في مجلة GUT الصحية، شارفت الديدان الطفيلية على الانقراض في الدول المتقدمة في ظل التطور التقني والصحي والتعقيم. ولأن هذه الأحداث حصلت موخراً على مقياس التطور الحيوي ولأن البشر تطوروا تقنيًا أكثر مما تطوروا جينياً، فالجهاز المناعي البشري لم يعتد على غياب هذه الطفيليات الداخلية. هذه النظرية ماهي إلا محاولة واجتهاد لتفسير الازدياد الكبير في عدد مرضى الحساسية ومرضى الربو في القرن الأخير في البلدان المتقدمة، وبالمقارنة بالغياب النسبي لأمراض المناعة في الدول النامية.

### مقارنة مع فرضية النظافة
تفرض فرضية النظافة أن تقليل التعرض لمسببات الأمراض والكائنات الدقيقة الأخرى يتسبب في ارتفاع أمراض المناعة الذاتية، وفقا لد. رُك. هذه النظرية جنبًا إلى نظرية أن بعض الديدان تخفف من الرد المناعي متشابهتان في أنهما ينسبان الارتفاع الأخير في أمراض المناعة الذاتية إلى انخفاض مسببات الأمراض في الدول المتقدمة، على كل حال، تفترض نظرية النظافة أن غياب الكائنات المسببة للأمراض أدت إلى ذلك. مع ذلك نظرية الدودة الطفيلية تقتصر في تحليلها على الديدان الطفيلية فقط، وبالذات تلك التي يكون لها تأثير في التنظيم.

## تأثيرات الديدان الطفيلية

### التأثيرات الايجابية

#### داء السكري (النمط الأول)
سكري النمط الأول داء مناعي ذاتي يجعل الجهاز المناعي يدمر خلايا البنكرياس بيتا. وفقاً لتجربة د. آني كوك التي نُشرت في مجلة Immunology على الفئران فالتعرض للديدان الطفيلية يتسبب في نقصان الإصابة بسكري النمط الأول، لكن هذه النتائج كانت متفاوتة بين مختلف أنواع الفئران والديدان. بعض إفرازات الديدان كالبروتينات التي تفرزها الديدان الأسطوانية لم يكن لها أي تأثير بخلاف إفرازات السالمونيلا التيفية الفأرية التي كانت ناجحة حتى عندما تعطى في وقت متأخر من المرض.

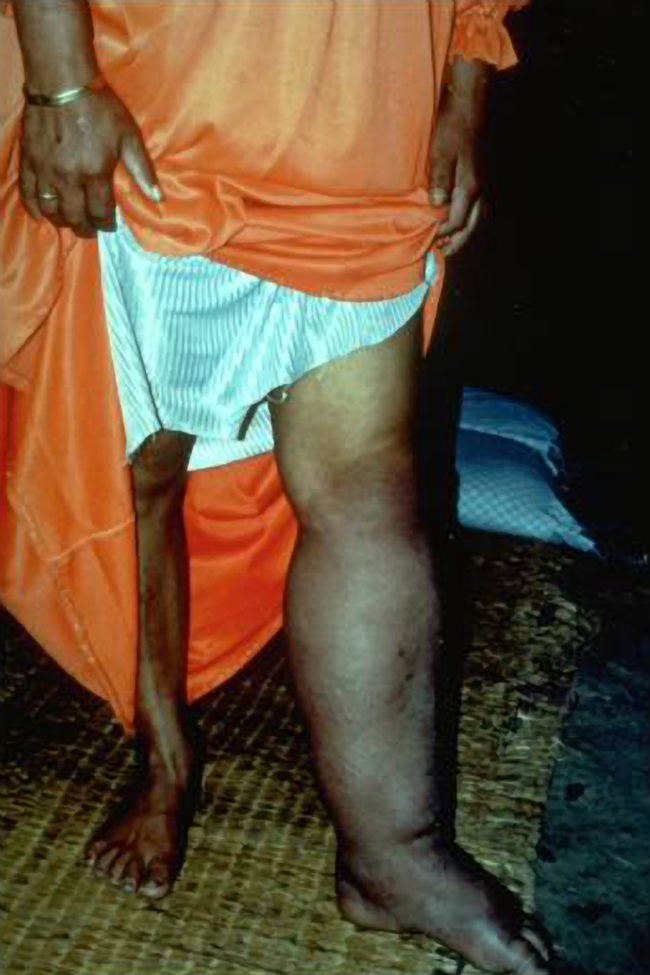
داء الفيل

#### الحساسية والربو
الربو عبارة عن حساسية تأتّبية، يحدث خلالها إطلاء وسطاء تحفّز الاتهاب. في 2007، درس د. ميلنز وزملاءه داء الفيلاريَّات وبروتين ES-62 الذي تفرزه الديدان الخيطية في عائليها، واكتشفوا أن بروتين ES-62 يمنع من إنتاج وسطاء حساسية الالتهاب في الفئران، مما يتسبب في تخفيف أعراض الربو والحساسية.
شرح د. بشير وزملاؤه أن الديدان الطفيلية المعوية تثبّط الحساسية ضد الفول السوداني في الفئران.

#### داء التهاب الأمعاء
داء الأمعاء الالتهابي داء مناعة ذاتي ومن أعراضه التهاب المخاط. يعتبر التهاب القولون التقرحي وداء كرون نوعا داء الأمعاء الالتهابي.
في الفئران التي يُستحثّ فيها داء الأمعاء الالتهابي يخفّف نقل الدودة الطفيلية البلهارسية المنسونية من اعراض الاتهاب، كما أن مرضى الاتهاب القولوني التقرحي وداء كرون يظهرون تحسنًا ملحوظًا بعد إصابتهم بالدودة السوطية.

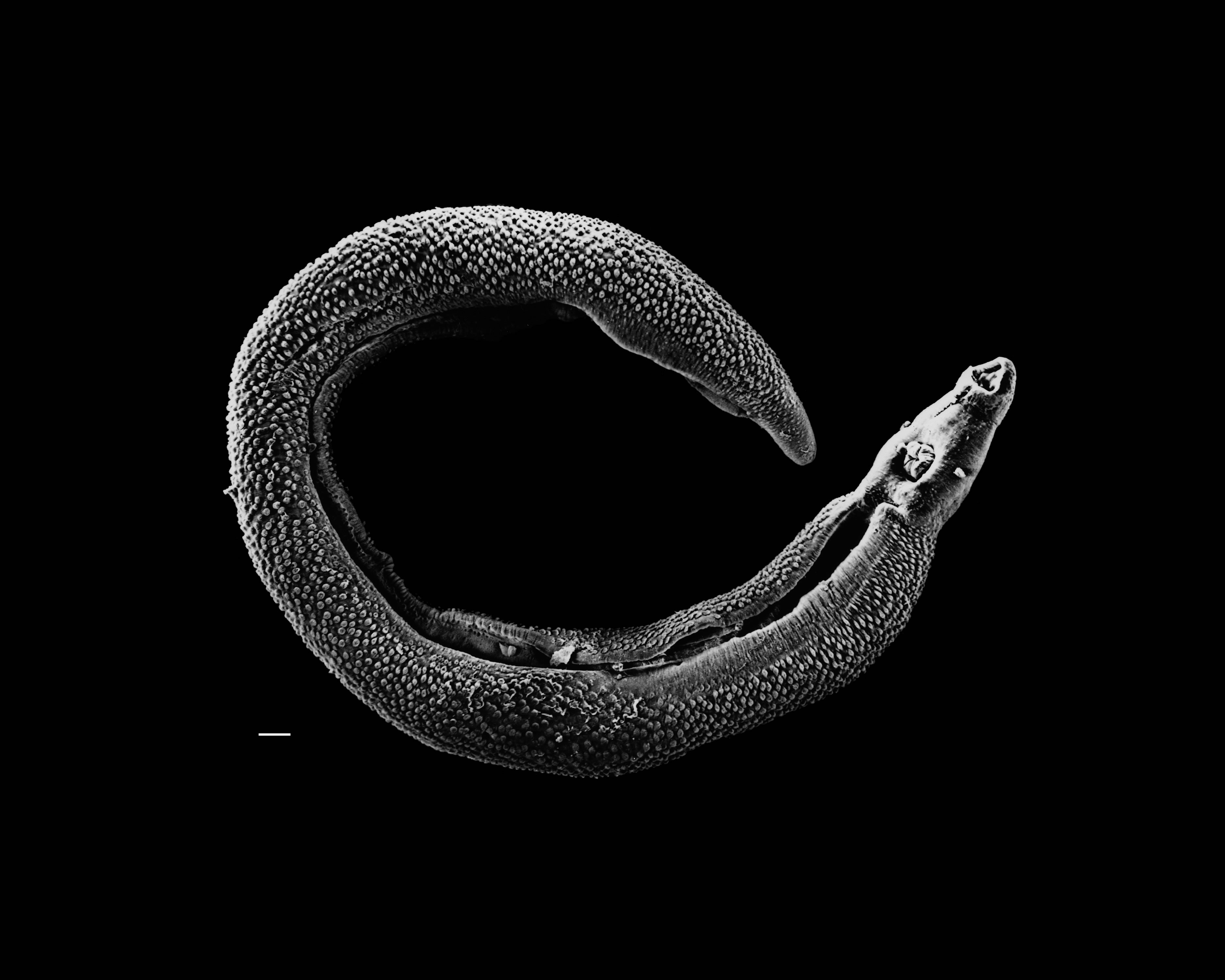
بلهارسيا (دودة)

#### التهاب المفاصل
الفئران المصابة بالتهاب المفاصل تتعرض لالتهابات وتأثيرات أقل عندما تصاب ببروتين ES -62 المشتق من الديدان الخيطية الفيلارية الطفيلية. وأظهرت إحدى الدراسات أن الفئران المصابة بالتهاب المفاصل تقل عندها الاستجابة المناعية عندما تصاب بالبلهارسية المنسونية الطفيلية مما يؤدي إلى مقاومة التهاب المفاصل.

#### التصلب المتعدد
في عام 2007 قام الدكتور جورج كوريالي وآخرون بدراسة تأثير العدوى الطفيلية على التصلب المتعدد (MS). قام الدكتور كوريالي بتقييم العديد من مرضى التصلب المتعدد المصابون بالطفيليات، مقارنة بمرضى التصلب المتعدد غير المصابين بها، وآخرين أصحاء على مدى 4.6 سنوات. خلال الدراسة كان تأثير التصلب المتعدد على المرضى المصابين بالطفيليات أقل بكثير من الذين لم يصابوا بالطفيليات.

### التأثيرات السلبية

#### التطعيم
كثيرا ما تضعف الديدان الطفيلية قدرة الجهاز المناعي على الاستجابة بفعالية للقاحات، لأن هذه الديدان تسبب ميول المناعة إلى خلايا تي المساعدة النوع 2 (Th2) ذي الاستجابة الأقل للمستضادات. يعتبر هذا مصدر قلق كبير في البلدان النامية التي تكثر فيها الديدان الطفيلية وتشتد فيها الحاجة للتطعيم وهذا قد يفسر سبب اللقاحات عدم فعالية بعض اللقاحات في البلدان النامية.

#### التهاب الكبد الوبائي

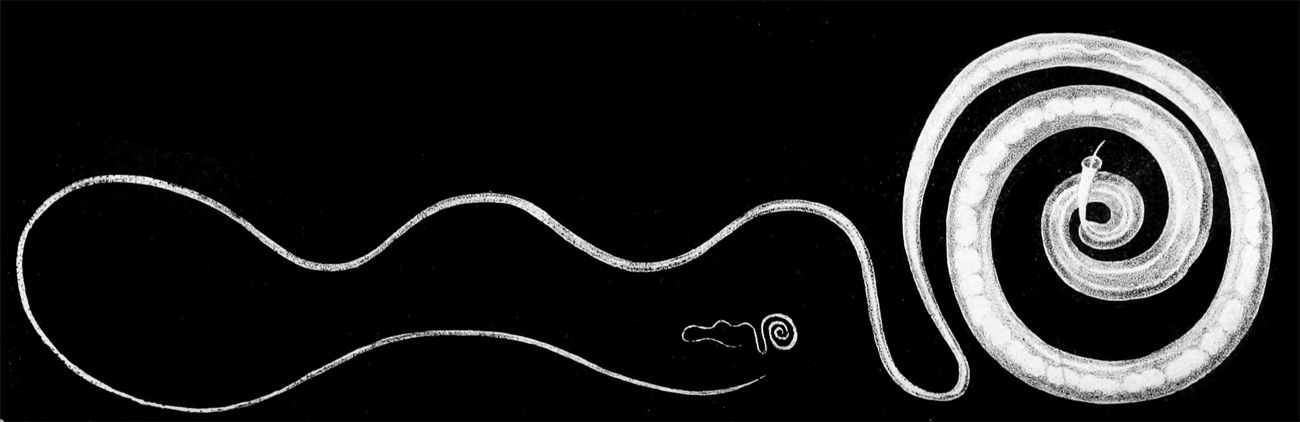
دودة سوطية

التهاب الكبد الفيروسي ج والدودة البلهارسية الطفيلية شائعان نسبيا في البلدان النامية، وقد يكثر تواجدهما معًا في جسم الإنسان. ثبت على نحو كاف أن البلهارسيا تزيد فيروس الكبد ج سوءًا، إذ أن الجسم بخاجة إلى مستوى معيّن من خلايا تي المساعدة كي يتمكّن من الحفاظ على الاستجابة المناعية ضد فيروس الكبد ج، لكن وجود البلهارسيا يتناسب عكسيًا وبشكل واضح مع وجود خلايا تي المساعدة، ولذلك فنسبة المرضى المصابين بالبلهارسيا الذين يعجون عن مقاومة فيروس الكبد ج أعلى بكثير، وقد ينتهي بهم المطاف إلى التهاب كبدي مزمن. أما علاقة الديدان الطفيلية بالتهاب الكبد الفيروسي ب فأكثر خلافًا، إذ تظهر بعض الدراسات علاقة طفيفة، بينما تظهر أخرى تفاقم المرض.

#### فيروس نقص المناعة
فيروس نقص المناعة البشرية والطفيليات كلاهما منتشر في البلدان النامية ولذا يعاني الكثير منهما معا، ولا سيما البلهارسيا. المصابون بالطفيليات أكثر عرضة لأن يصابوا بفيروس نقص المناعة البشرية من غيرهم من الأصحاء. ومع ذلك، ومن المختلف عليه ماذا كانت العدوى الفيروسية تصبح أشد بسبب الطفيليات أو لا.

#### مرض السل
يحتاج الجهاز المناعي البشري خلايا تي المساعدة النوع 1 (Th1) لمكافحة السل بشكل فعال. وبما أن نظام المناعة في كثير من الأحيان تستجيب للديدان الطفيلية عن طريق تثبيط خلايا Th1، فالديدان الطفيلية عموما تزيد السل سوءا. ومرضى السل الذين يتلقون علاجا ناجحا ضد الطفيليات يشعرون بتحسن كبير.

#### الملاريا

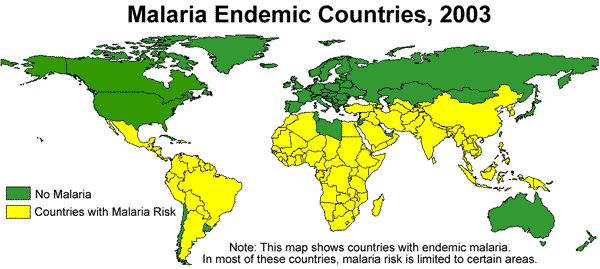
خريطة توزيع الملاريا. لدى معظم البلدان بتوزيع عالي من الملاريا توزيع ارتفاع الإصابة بالديدان الطفيلية.

في عام 2004، أجريت دراسة على لأطفال السنغاليين. كان المصابون بالبلهارسيا قد تعرضوا لنوبات ملاريا أعلى بكثير من غير المصابين بها. كما أن نسبة البلهارسيا في الدم كانت هي الأعلى في أكثر الأطفال تعرضا لنوبات الملاريا. استناداً إلى هذه الدراسة توصل الدكتور هارتجيرس ومن معه إلى «استنتاج حذر» مفاده أن الديدان الطفيلية تجعل البشر أكثر عرضه للإصابة بالملاريا والتعرض لأعراضها الأخف، لكن المحصلة في النهاية حمايتهم من الأعراض الأشد خطورة. برّر هارتجيرس ذلك بأن الديدان الطفيلية تضعّف من فدرة الجهاز المناعي على التصدي لأولى مراحل الملاريا. لكنه أيضا سيمنع الاستجابة المناعية الزائدة التي تسبب التهابًا حادًا، مما يقلل الإعاقة والمرض.